# 新疆百花村快餐连锁有限责任公司
新疆百花村快餐连锁有限责任公司（统称百花村）是位于中国大陆新疆维吾尔自治区乌鲁木齐市中山路的一家餐饮公司。可追溯至成立于1959年的国营百花村联合食堂，是新疆老字号企业。
百花村以“劲道爽滑，满口留香”的麻酱凉面为特色，亦有中国大陆多地菜品和特色小吃的档口。

## 店名由来
“百花村”由新疆生产建设兵团第二政委张仲瀚提定，意为“合百家之口，集百家之名肴，荟萃精华，群花斗妍。”“村”字既意味着百花村由多个餐厅，后来的档口组成，如同聚居村落；也意味着纪念多数新疆生产建设兵团的战士的家乡——农村。

## 餐厅历史

### 创业初期
新疆生产建设兵团成立后，其员工来自不同地区，各人口味也大不相同。新疆生产建设兵团商业局为解决此问题，于1958年在乌鲁木齐市中山路上建成由十一个餐厅组成的的回廊式四合院饭店，建筑面积超3130平方米，并取名“国营百花村联合食堂”。1959年4月，张仲瀚、王恩茂等80余位新疆维吾尔自治区、新疆生产建设兵团的领导参加开业典礼，张仲瀚为“百花村”牌匾题字。百花村的开业意味着新疆生产建设兵团首家大规模餐饮业场所成立。
开业初期的11个餐厅包含北京、天津、河南、四川、湖北、湖南、江苏、江浙、广东、西北、清真餐厅，经营八大菜系及各地风味小吃，数十名厨师可制作超1600道菜品。国营百花村联合食堂同时可供500人就餐，每日接待顾客超过3000人。到1961年，百花村利润可超26万元人民币，其上缴利税在乌鲁木齐餐饮业中名列前茅。20世纪50年代到60年代，来自百花村的厨师先后接待过刘少奇，周恩来、陈毅等党和国家领导人。1959年，越南民主共和国主席胡志明前往石河子市参观，百花村的厨师负责接待宴会菜品的制作。
文化大革命开始后，百花村联合食堂更名为“革命村联合食堂”。因为食堂的领导和厨师被卷入政治运动，食堂的生意逐渐萧条。新疆生产建设兵团撤销后，食堂属新疆维吾尔自治区农垦总局，更名为新疆维吾尔自治区农垦总局百花村国营联合食堂。1976年文革结束之际，百花村恢复字号，改称“百花村饭店”。然而在1977年9月，百花村饭店突遭到大火，四合院时期的百花村毁于一旦。大火后，百花村的员工只能在院子里搭棚卖凉面。

### 扩大发展

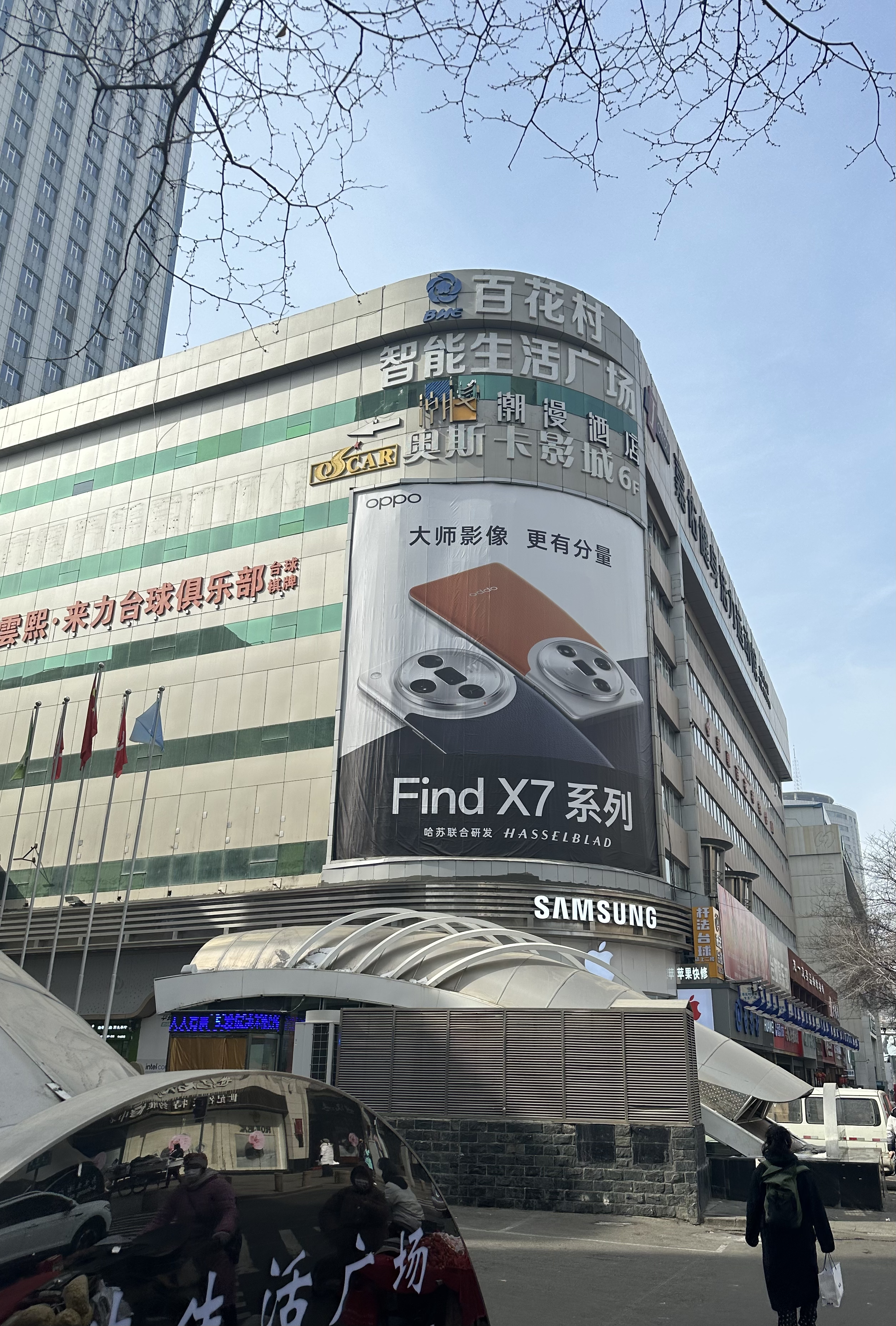
百花村大厦

1979年，新疆维吾尔自治区农垦总局开始重建百花村饭店，起初是二层建筑，后建为建筑面积超1.04万平方米的九层建筑。1981年8月，邓小平在石河子视察时，百花村饭店厨师程全忠为其主厨。1982年，百花村交由新成立的新疆生产建设兵团商业局管理。10月1日，百花村饭店重新开业，新的百花村饭店继承了老百花村的传统，集中国大陆各地小吃、菜品于一体。除餐饮外，新的百花村饭店还设置有旅店、商场等多个部门。当年年底，新疆生产建设兵团饮食服务公司（百花村饭店）在百花村饭店成立。1984年，百花村酒店的商店、餐饮业纯利润4万元人民币。1984年5月在新疆生产建设兵团饮食服务公司和其他公司的基础上，成立新疆生产建设兵团商业贸易中心，并保留百花村饭店名称。
1986年开始，百花村开始进入高速发展时期。当年，新疆生产建设兵团商业贸易中心（百花村饭店）发展出13家商业部门，彼时的百花村饭店经营部的餐厅可容纳超300个客位，一层经营麻酱凉面等特色小吃；二层经营川菜、南北大菜；三层经营烤鸭、清真餐。1988年开始，新疆生产建设兵团商业贸易中心（百花村饭店）实施承包制，保留有包括餐饮部在内的5个联营公司。1993年开始，百花村大厦开始扩建；1996年，建成主楼建筑面积2.8万平方米的17层建筑。1995年，保留百花村饭店作为唯一名称，原新疆生产建设兵团商业贸易中心的主营部分及部分投资经营资产留在百花村饭店。百花村饭店此时成为新成立的建立新疆生产建设兵团贸易发展中心的子公司。

### 上市困局
1996年6月，百花村饭店改股份制，成立新疆百花村股份有限公司，并在上海证券交易所挂牌上市，代码“600721”，成为新疆生产建设兵团首家上市公司。股份有限公司成立后，经营范围包括饮食等多个业务。然而因为产业结构不合理等原因，经过上市初期的盈利后，自1998年起，新疆百花村股份有限公司连年亏损。2000年4月，新疆百花村股份有限公司暂停上市。
为走出困境，2001年开始百花村的餐饮业通过自营、承包、联营等方式成立了新疆百花村快餐连锁经营有限责任公司，形成不同档次的餐饮分布格局。公司将中山路的大楼二层改造为明档小吃美食广场。开始盈利后，百花村又开始在乌鲁木齐市各地开设连锁网点。几项措施对百花村在餐饮业起到了正面影响，也让餐饮业在新疆百花村股份有限公司的产业格局中与新兴的信息产业、房地产业形成鼎足之势。最终在2002年7月，新疆百花村股份有限公司在上海证券交易所恢复上市。

### 全新挑战
2012年起，已转向能源等行业的新疆百花村股份有限公司面临着能源结构的变化。同时，乌鲁木齐市的发展使当地多个美食街的建设加快了步伐，让百花村餐饮面临更多竞争，百花村餐饮业发展逐渐迟缓，餐饮业逐渐失去股份有限公司的主业经营地位。在新疆百花村股份有限公司再次启动资产重组之时，作为非主业控参股子公司的新疆百花村快餐连锁有限责任公司于2018年，被新疆百花村股份有限公司转让其股权。
为提高竞争力，百花村自2019年起重修百花村餐饮广场，使就餐环境更具私密性；入驻外卖、团购平台；其特色产品麻酱凉面制作过程自动化，并进入数百家连锁超市进行贩卖。

## 部分称号

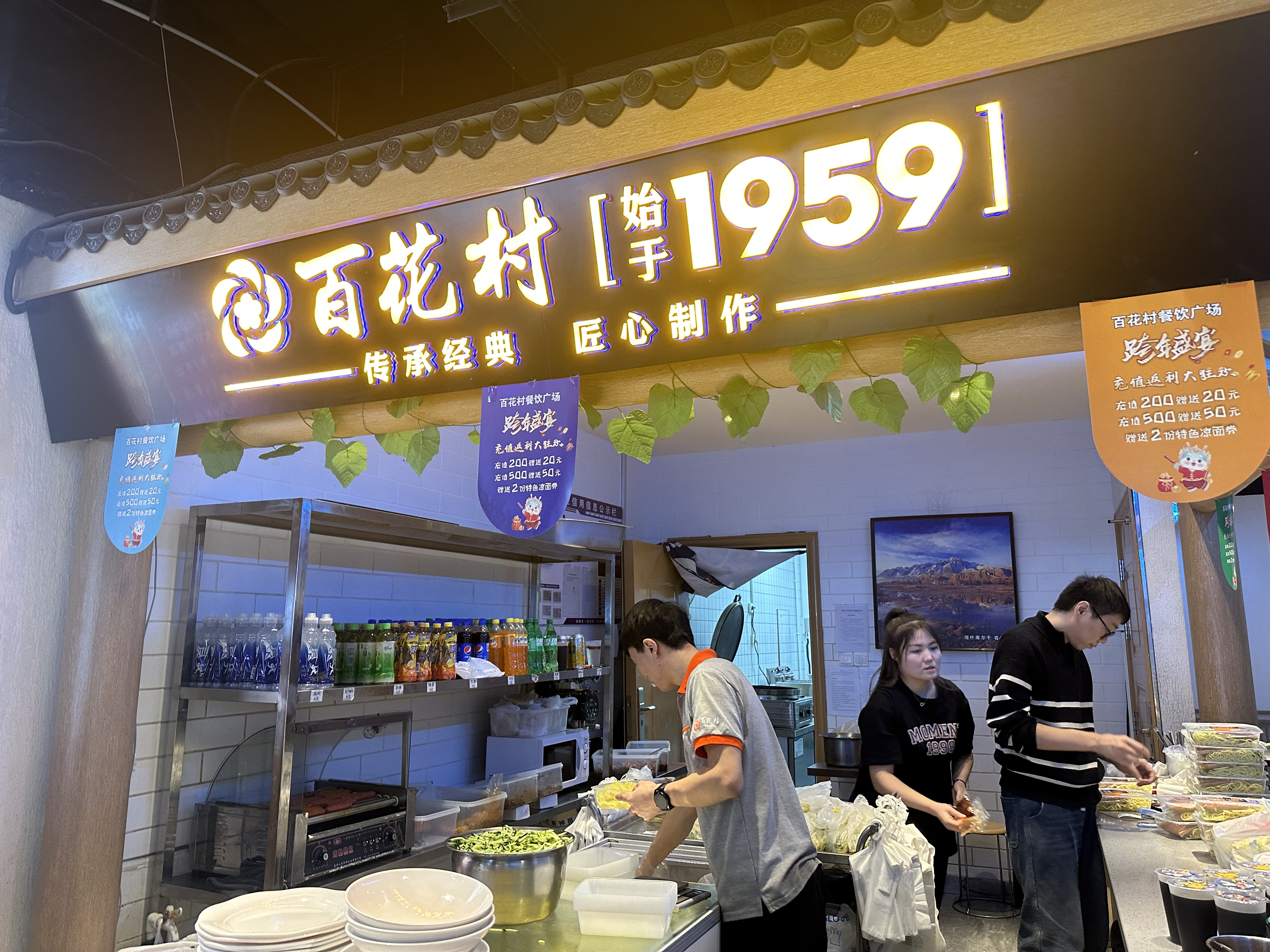
百花村售卖麻酱凉面的档口

2000年第二届中华名小吃认定会中，百花村大酒店的百花村麻酱凉面等四道菜被认定为“中华名小吃”。2008年，新疆百花村快餐连锁有限责任公司的“麻酱凉面”在第二届乌鲁木齐美食节“百家食谱菜品平面展”活动评比中获乌鲁木齐大众最喜爱特色小吃金奖。2014年10月，乌鲁木齐餐饮服务协会为新疆百花村快餐连锁有限责任公司授“乌鲁木齐餐饮老字号”牌。2024年2月，新疆维吾尔自治区商务厅公布首批新疆老字号企业，新疆百花村快餐连锁有限责任公司位列其中。

## 麻酱凉面
虽百花村所售菜品众多，但麻酱凉面作为其特色小吃传承至今，甚至成为“百花村”的代名词。百花村的麻酱凉面类似于武汉热干面，与新疆其他地方的凉面大不相同，也有别于汤面。麻酱凉面的诞生因百花村创业初期生意火爆，百花村的厨师们无暇进食。一日，厨师们打算用放凉的面快速充饥。武汉的厨师加入了芝麻酱；四川的厨师加入了辣椒；山西的厨师加入了醋；新疆的厨师加入了蒜泥，麻酱凉面从此诞生。
现在的百花村麻酱凉面先将面煮好后，在台案上摊开冷却。拌上食用油后，辅以提前调制好的由麻酱、醋、蒜泥、辣椒等超过20种香料组成综合酱，制作而成。